# Olga Hayduk
Olga Hayduk, počeštěně Olga Hayduková (18. listopadu 1896 Šluknov – 8. července 1988 Hirschhorn am Neckar) byla sudetoněmecká malířka.

## Život
Hayduková se narodila do rodiny šluknovského lékaře Karla Hayduka. V letech 1922–1924 navštěvovala grafickou třídu na Akademii uměleckých řemesel v Drážďanech. V témže městě poté v letech 1924–1929 studovala na Akademii výtvarných umění pod vedením Maxe Feldbauera, Ferdinanda Dorsche a od roku 1927 také u Otto Dixe. Výtvarná studia završila mezi lety 1929–1933 na Akademii de la Grande Chaumière v Paříži. V letech 1933–1945 působila jako umělkyně na volné noze. Udržovala si ateliér v Drážďanech i ve Šluknově. Její drážďanské studio bylo zničeno při bombardování města v roce 1945, osudy šluknovského ateliéru mizí s poválečným odsunutím rodiny do Německa. V té době se řada děl Haydukové ztratila. Malířka se po druhé světové válce přestěhovala do lázeňského městečka Hirschhorn v Hesensku, kde zemřela v roce 1988.

## Tvorba
Malířka se pod vlivem Otto Dixe klonila k uměleckým projevům směru nové věcnosti. V jejich malbách se odrážela sociální kritika, s oblibou portrétovala obyčejné lidi. Byla členkou Spolku německých malířek v Praze a podporovatelkou spolku Dresdner Sezession 1932, na jehož první kolektivní výstavě téhož roku hostovala.

#### Výstavy
- Dresdner Sezession, 1. září – 15. října 1932, Drážďany, Saský umělecký spolek (kolektivní);
- Sudetoněmecká žena ve výtvarném umění, 15. března – 29. března 1936, Teplice-Šanov, Muzeum Teplice (kolektivní);[4]
- Neue Sachlichkeit in Dresden – Malerei der Zwanzige Jahre von Dix bis Querner, říjen 2011 – leden 2012, Drážďany, Kunsthalle im Lipsiusbau (kolektivní);[5]
- Mladí lvi v kleci. Umělecké skupiny německy hovořících výtvarníků z Čech, Moravy a Slezska v meziválečném období, 13. září – 31. prosince 2013, Liberec, Oblastní galerie v Liberci (kolektivní);
- Zwischen Traum und Reportage – Künstler der Neuen Sachlichkeit, září – listopad 2014, Jena, Kunstsammlung Jena (kolektivní);
- Sieh Dir die Menschen an! Das neusachliche Typenportät in der Weimarer Zeit, 2. prosince 2023 – 14. dubna 2024, Stuttgart, Kunstmuseum Stuttgart (kolektivní);
- Nové realismy. Moderní realistické přístupy na československé výtvarné scéně 1918–1945, 27. března – 25. srpna 2024, Praha, Galerie hlavního města Prahy, Městská knihovna (kolektivní).